# Jasen (miasto Trebinje)
Jasen (cyr. Јасен) – wieś w Bośni i Hercegowinie, w Republice Serbskiej, w mieście Trebinje. W 2013 roku liczyła 76 mieszkańców.